# Klimmeervallen
Klimmeervallen (Astroblepidae) zijn een familie van straalvinnige vissen uit de orde van Meervalachtigen (Siluriformes).

## Taxonomie
De volgende geslachten zijn bij de familie ingedeeld:
- Astroblepus Humboldt, 1805